# Melotte 15
Melotte 15 – gromada otwarta znajdująca się w konstelacji Kasjopei. Znajduje się w odległości około 6000 lat świetlnych od Ziemi. Została skatalogowana przez Philiberta Melotte w jego katalogu pod numerem 15.
Melotte 15 jest niezwykle młodą gromadą o średniej wieku 1,5 miliona lat. Znajduje się w samym centrum Mgławicy Serce, choć jest położona około 50 lat świetlnych przed mgławicą. Gromada ta zawiera kilka jasnych gwiazd OB o masie blisko 50 razy większej od masy Słońca oraz wiele słabych gwiazd mających zaledwie ułamek masy Słońca. Miliony lat temu do gromady należał też już nieobecny mikrokwazar, który został wydalony z gromady.
Melotte 15 jest jedną z gromad rdzenia asocjacji Cas OB6. Gromada ta ma w znacznym stopniu charakter mgławicowy.